# Aix-en-Provence Open 1977
L'Aix-en-Provence Open 1977 è stato un torneo di tennis giocato sulla terra rossa. È stata la 1ª edizione del torneo, che fa parte del Colgate-Palmolive Grand Prix 1977. Si è giocato a Aix-en-Provence in Francia dal 26 settembre al 2 ottobre 1977.

## Campioni

### Singolare maschile
Ilie Năstase ha battuto in finale  Guillermo Vilas con il punteggio di 6–1, 7–5 (Vilas ritirato)

### Doppio maschile
Ilie Năstase /  Ion Țiriac hanno battuto in finale  Patrice Dominguez /  Rolf Norberg con il punteggio di 7–5, 7–6